# Vlag van Bjelovar-Bilogora

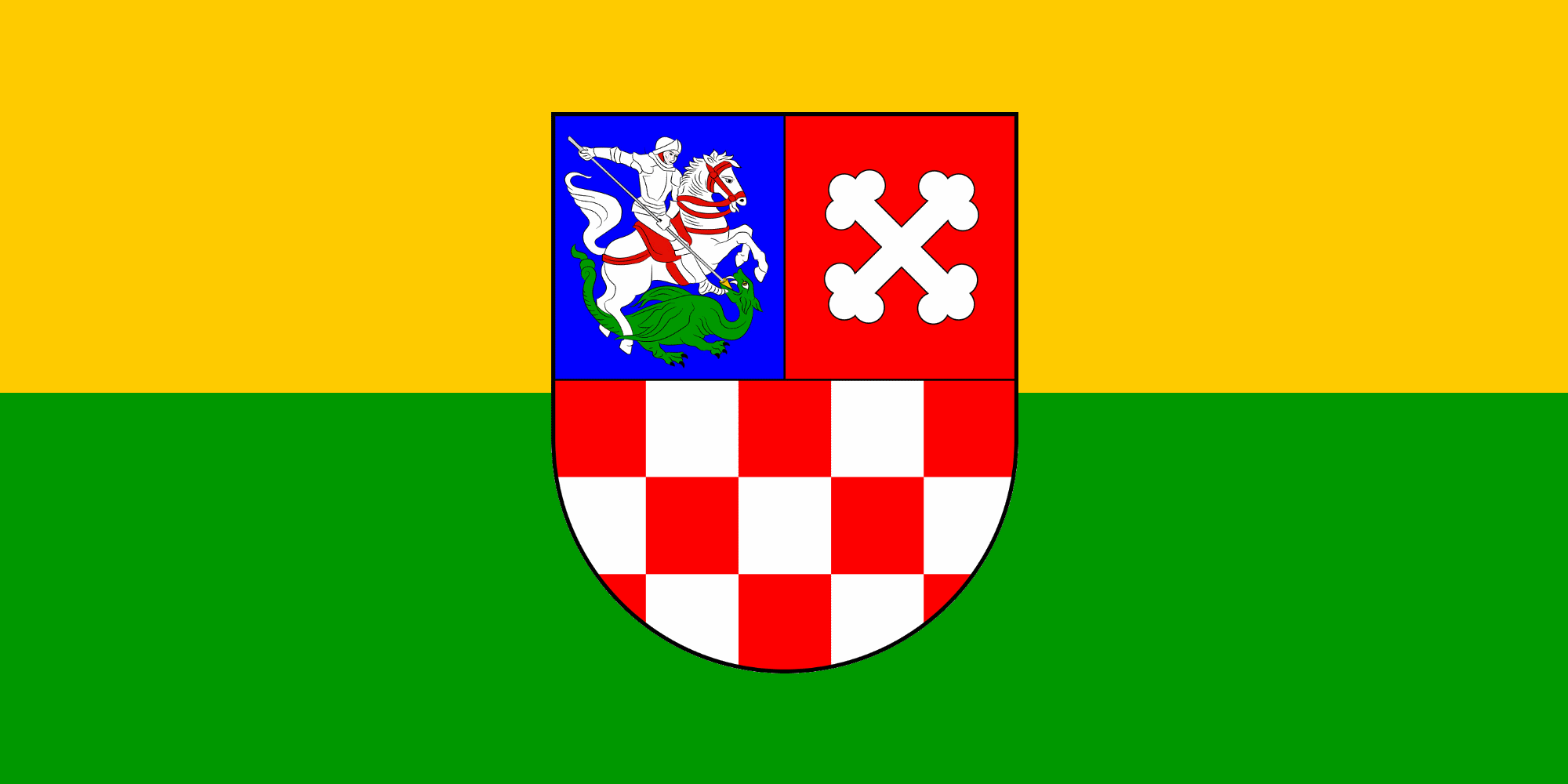
Vlag van Bjelovar-Bilogora (ratio 1:2)

De vlag van Bjelovar-Bilogora heeft een gele en groene horizontale baan met in het midden het provinciewapen. Opmerkelijk is, dat de horizontale scheidingslijn van de kwartieren in het wapen niet samenvalt met de scheiding van geel en groen. De vlag werd aangenomen op 12 december 1995. Een groot deel van het Oostenrijks-Hongaarse comitaat Bjelovar-Križevci ligt in Bjelovar-Bilogora, zodat de laatste het oude wapen weer kon opnemen. Dat wapen werd in 1872 verleend door keizer Jozef Bonaparte. Bjelovar werd in 1871 gevormd uit het militaire grensgebied bekend onder de naam Varaždin – het kreeg dus weer een civiel bestuur. Dit gebied was bemand door het Varaždin St.-Joris Regiment, vandaar St.-Joris met de draak in het eerste kwartier. Het tweede kwartier vertoont een wit Andrieskruis op rood en het derde deel de Kroatische blokken.